# Maison Pic
La Maison Pic est un hôtel cinq étoiles, et un restaurant gastronomique trois étoiles, situé à Valence, dans le département de la Drôme.
Elu meilleur restaurant du Monde TripAdvisor 2024

## Historique

### Les restaurants de la famille Pic
Le premier restaurant familial est fondé en 1889, dans les collines de Saint-Péray, en Ardèche, sous le nom de l'Auberge du pin. En 1936, il est déplacé à Valence et devient la Maison Pic,. Le restaurant, auquel est adjoint un hôtel, obtient les prestigieuses trois étoiles du Guide Michelin, sous André Pic en 1939, et devient membre des Relais & Châteaux en 1973[source secondaire souhaitée].

### Une lignée de chefs
Chef cuisinier né à Saint-Péray, André Pic (1893-1984) fait ses débuts dans l'auberge familiale tenue par ses parents Sophie et Eugène Pic. Sa mère lui transmet son savoir-faire, puis il fait son apprentissage dans différentes maisons avant de reprendre en 1929 l’Auberge du Pin.
En 1934, il s'installe à Valence, avenue Victor-Hugo, non loin de la nationale 7 et fonde la Maison Pic. Sa carte proposait notamment le chausson aux truffes, le gratin de queues d’écrevisses, les perdreaux farcis, le homard sauce Newburg, le lièvre à la royale, la ballottine de pigeon farcie et truffée, la terrine de bécasse ou encore la poularde à la crème, il est alors l'un des trois grands chefs français de l'entre-deux-guerres, avec Alexandre Dumaine et Fernand Point. André Pic obtient les trois étoiles au Guide Michelin en 1934 puis en 1939.
Cependant, le restaurant perd sa troisième étoile en 1946 et sa deuxième étoile en 1950. La même année, du fait de problèmes de santé, André Pic laisse sa place à son fils Jacques qui reprend les grandes spécialités de son père.

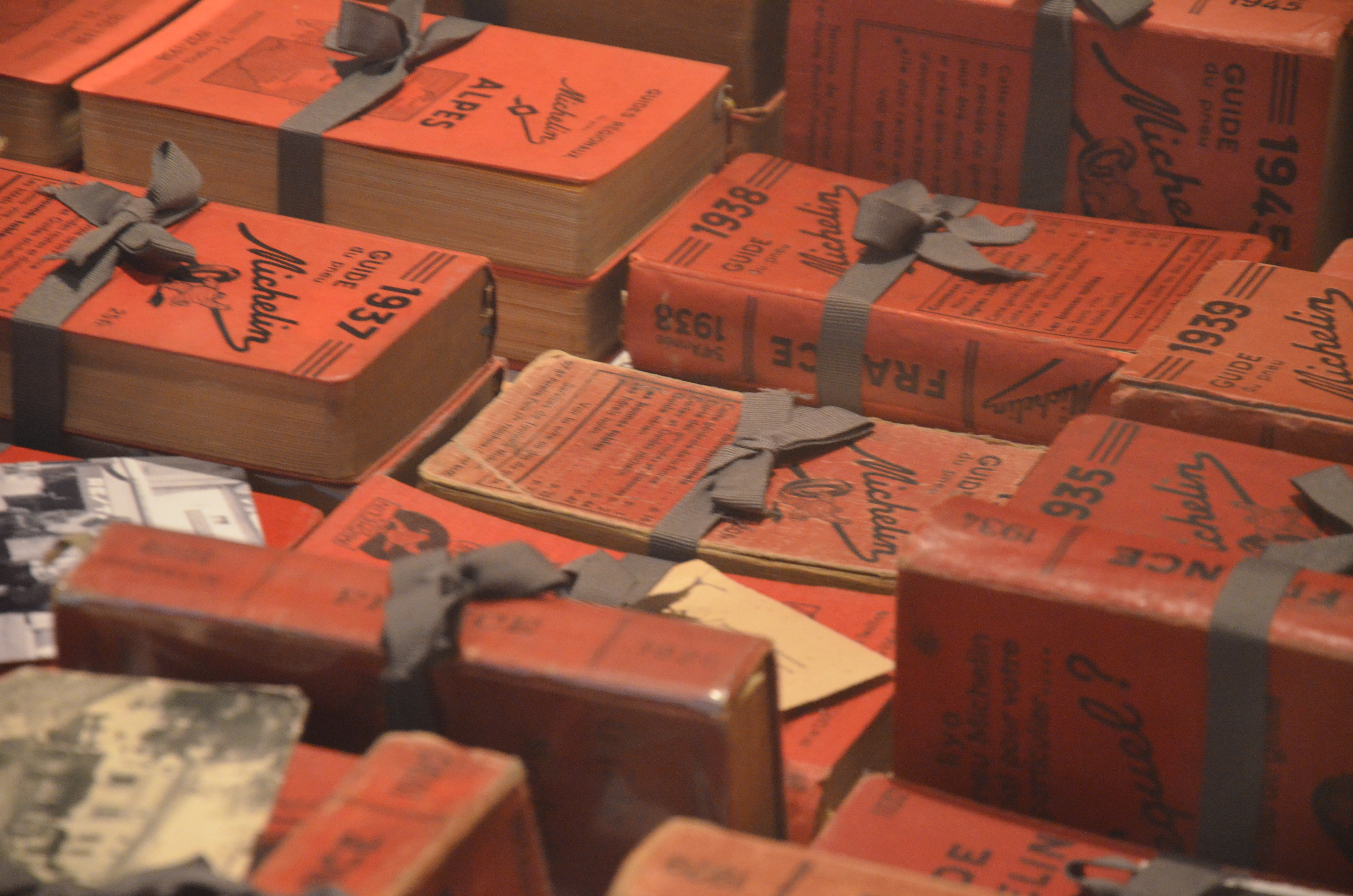
Collection des Guides Michelin du restaurant Pic, à Valence, dès le millésime 1900.

Jacques Pic (1932-1992) ne se destinait pas à devenir chef cuisinier, mais il quitte sa profession de mécanicien automobile et se forme pour devenir chef dans la perspective éventuelle de succéder à son père. Selon Jacques Pic, le restaurant retrouve sa deuxième étoile en 1959 et sa troisième en 1973. La Maison Pic garde sa cote jusqu'en 1995, date à laquelle son fils Alain Pic assure la continuité, tant bien que mal, mais ne réussit pas à conserver la notoriété gagnée par son père. Le restaurant perd sa troisième étoile, trois ans après la mort de Jacques.

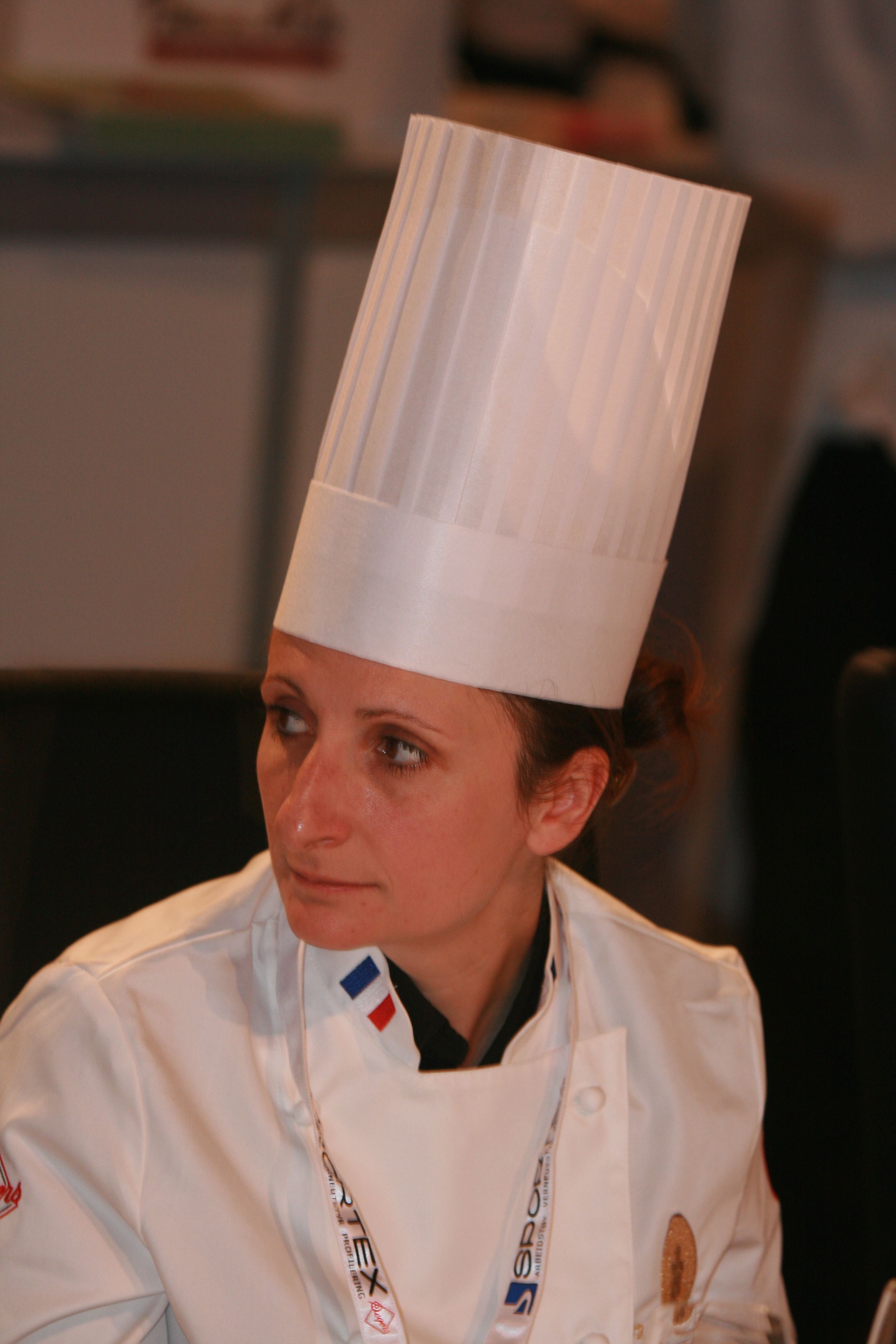
Anne-Sophie Pic a repris la maison en 1997.

Sa fille, Anne-Sophie Pic, ne se destinait pas, elle non plus, à une carrière dans la cuisine, mais aspirait à devenir commerciale. Le décès brutal de Jacques Pic l'a poussée à changer de voie. Ainsi, en 1997, elle reprend le restaurant tenu par son frère et permet au restaurant de retrouver la troisième étoile préalablement perdue, en 2007, devenant la première chef à détenir les trois étoiles du Guide Michelin. Le 24 septembre 2007, elle est élue « chef de l'année » par les 8 000 chefs répertoriés dans le Guide Michelin.
Elle est ainsi la première femme à obtenir ce prix, créé en 1987. En 2011, elle reçoit le titre de « meilleure femme chef du monde » en étant lauréate du prix Veuve Clicquot. Il s'agit d'une distinction très convoitée et très sélective, puisqu'elle est ainsi en tête des 50 meilleurs restaurants du monde.
Outre son hôtel et son restaurant, la Maison Pic possède également deux salles pour les séminaires, dont une d'une capacité de 80 personnes.

### Citations
Modeste, André Pic se souciait peu de la renommée : « Je ne suis qu’un simple artisan », dit-il en 1939.